# Трюммельбах (водоспад)
Трюммельбах (нім. Trimmelbachfälle or Trümmelbachfälle) — низка десяти водоспадів, що живляться льодовиком, всередині гори, розташований у Бернському Оберланді, Швейцарія. Доступ до водоспадів здійснюється за допомогою тунельного підйомника, сходів та освітлення. Найвища висота водоспаду становить 290 м, а загальне падіння — 400 м.
Розташований у долині Лаутербруннен, потік, відомий як Тріммельбах (або Трюммельбах), є єдиним водотоком, що відводить талі води з північних льодовикових схилів Айґера (3967 м), Менха (4099 м) та Юнгфрау (4158 м). Щороку він транспортує понад 20 200 тонн уламкового матеріалу.
Площа водозбірного басейну становить 24 км², приблизно половину з яких займають снігові поля та льодовики. Витрата води у водоспадах може досягати 20 000 л за секунду.
Це найбільші підземні водоспади Європи й водночас єдині у світі льодовикові водоспади, доступ до яких забезпечено системою підйомників, тунелів і галерей. Водоспад занесений до «Федерального реєстру ландшафтів та пам'яток природи національного значення» та є частиною об'єкта Всесвітньої спадщини ЮНЕСКО Швейцарські Альпи Юнгфрау-Алеч. Льодовикові водоспади всередині гори, доступні з 1877 року.
Протікаючи повз однойменний хутір у нижній частині долини, потік Трюммельбах впадає у річку Вайсе-Лютшине, яка прямує на північ через долину та Лаутербруннен. Приблизно за 7 км нижче за течією, поблизу Гюндлішванда, Вайсе-Лютшине зливається зі своєю притокою — Шварце-Лютшине, утворюючи річку Лютшине.
До десяти льодовикових водоспадів Трюммельбах можна дістатися завдяки складній системі доріжок, тунелів, галерей та оглядових майданчиків, прокладених усередині та вздовж гори. Особливістю комплексу є фунікулер, збудований у скелі у 1913 році, який піднімає відвідувачів із рівня долини до точки між шостим і сьомим каскадами. Звідти можна продовжити підйом до верхніх водоспадів (№ 7–10) або спуститися у долину, оглядаючи нижні каскади (№ 6–1). Найбільш вражаючим періодом для відвідування є літо, коли танення снігу значно збільшує обсяг води.